# Füttyentőbéka-félék
A füttyentőbéka-félék  (Leptodactylidae) a kétéltűek (Amphibia) osztályába és  a békák (Anura) rendjébe tartozó  család. Miután felismerték, hogy a Wagler által használt Cystignathus név Fitzinger Leptodactylus taxonjának szinonímája a Cystignathidae családnevet az akkor érvényben lévő elnevezési szabályok szerint nem lehetett alkalmazni. Ezért Werner 1896-ban a Leptodactylidae helyettesítő nevet javasolta, melyet általánosan elfogadtak. A Leptodactylus a Zoológiai Nevezéktan Nemzetközi Kódexének 40 cikkelye alapján alkotott név, az elsőbbség viszont Tshudit illeti az általa alkotott Cystignathi névvel.

## Elterjedésük
A családba tartozó békák Texas déli részén, Mexikóban, a Karib-térség északi részén, Brazíliában, Argentínában és Chilében honosak.

## Taxonómiai helyzete
A családba tartozó békák nagy változatosságot mutatnak, feltehetőleg más levelibéka-féléktől váltak el a kréta földtörténeti időszakban. A család jelentős taxonómiai felülvizsgálaton esett át az utóbbi időben, többek között a korábbi Eleutherodactylinae alcsalád önálló család rangot kapott Eleutherodactylidae néven. A családba szárazföldi, üreglakó, vízi valamint erdei életmódot folytató békák tartoznak, melyek élőhelye is nagy változatosságot mutat.

## Rendszerezés
A családba az alábbi alcsaládok és nemek tartoznak.
Leiuperinae alcsalád, Bonaparte, 1850
- Edalorhina Jiménez de la Espada, 1870
- Engystomops Jiménez de la Espada, 1872
- Physalaemus Fitzinger, 1826
- Pleurodema Tschudi, 1838
- Pseudopaludicola Miranda-Ribeiro, 1926

Leptodactylinae alcsalád, Werner, 1896 (1838)
- Adenomera Steindachner, 1867
- Hydrolaetare Gallardo, 1963
- Leptodactylus Fitzinger, 1826
- Lithodytes Fitzinger, 1843

Paratelmatobiinae alcsalád, Ohler & Dubois, 2012
- Crossodactylodes Cochran, 1938
- Paratelmatobius Lutz & Carvalho, 1958
- Rupirana Heyer, 1999
- Scythrophrys Lynch, 1971

Incertae sedis:
- "Leptodactylus" ochraceus Lutz, 1930